# 穆公 (単)
穆公（ぼくこう）は、春秋時代の単の君主。姓は姫、氏は単、名は旗。

## 生涯
魯の昭公二十二年（紀元前520年）夏四月乙丑、周の景王が崩御した。戊辰、劉の献公が死んだが、嫡子がいなかった。単の穆公は劉の献公の庶子の伯蚠を立てた（劉の文公）。劉の文公・単の穆公と景王の寵臣の賓起（賓孟）は不和であり、賓起は景王の子の王子朝を支持していた。景王の死後、劉の文公・単の穆公は五月庚辰の日に賓起を殺し、景王の長男の姫猛を立てた（悼王）。毛伯得・尹の文公・召の荘公は王子朝を支持し、悼王・劉の文公・単の穆公を駆逐し王子朝を王に立てた。悼王は十一月乙酉が世を去った。己丑、その弟の敬王が即位した。
その後、劉の文公・単の穆公の支持する敬王と毛伯得・尹の文公・召の荘公・召の簡公の支持する王子朝は王畿附近で作戦三年。
魯の昭公二十六年（紀元前516年）冬、晋の荀躒（智文子）・趙鞅（趙簡子）の支持下で、敬王は一方的に勝利した。十一月、王子朝・毛伯得・尹の文公は楚に亡命した。王子朝は劉の文公・単の穆公の廃長立幼を非難しました。十二月、敬王は王城に入った。